# Delta Coronae Borealis
Delta Coronae Borealis (10 Coronae Borealis) é uma estrela na direção da constelação de Corona Borealis. Possui uma ascensão reta de 15h 49m 35.70s e uma declinação de +26° 04′ 06.8″. Sua magnitude aparente é igual a 4.59. Considerando sua distância de 165 anos-luz em relação à Terra, sua magnitude absoluta é igual a 1.06. Pertence à classe espectral G5III-IV. É uma estrela variável RS Canum Venaticorum.